# Decipher
Decipher − drugi studyjny album zespołu After Forever wydany w 2001 roku.

## Lista utworów
1. "Ex Cathedra: Ouverture" – 2:02
2. "Monolith of Doubt" – 3:32
3. "My Pledge of Allegiance #1: The Sealed Fate" – 6:24
4. "Emphasis" – 4:20
5. "Intrinsic" – 6:44
6. "Zenith" – 4:21
7. "Estranged: A Timeless Spell" – 6:56
8. "Imperfect Tenses" – 4:07
9. "My Pledge of Allegiance #2: The Tempted Fate" – 5:07
10. "The Key" – 4:48
11. "Forlorn Hope" – 6:25

### Bonusowe nagrania
1. My Pledge of Allegiance No. 1 [Live @ 2 Metersessies] – 6:28 (Szwedzka edycja limitowana)
2. Forlorn Hope [Live @ 2 Metersessies] – 6:22 (Szwedzka edycja limitowana)

## Twórcy
- Floor Jansen - wokal
- Mark Jansen - gitara, scream
- Sander Gommans - gitara
- Luuk van Gerven - gitara basowa
- Lando van Gils - keyboard
- Andre Borgman - perkusja, gitara akustyczna

### Dodatkowi muzycy
- Hans Cassa - śpiew (bas)
- Caspar de Jonge - śpiew (tenor)
- Yvonne Rooda - śpiew (alt)
- Ellen Bakker - śpiew (sopran)